# شهرك رجايي (أبو الفارس)
شهرك رجايي (بالفارسية: شهرک شهیدرجایی) هي منطقة سكنية تقع في إيران في قسم أبو الفارس الريفي. يقدر عدد سكانها بـ 108 نسمة بحسب إحصاء 2016.